# Акіра Ері
Фаріза Терунума (25 січня 1986, Токіо, Японія), відома як Юка Осава (яп. 大 沢 佑 香) та Акіра Ері (яп. 晶エリー) — японська порноакторка.